# Давид
Вижте пояснителната страница за други значения на Давид.
Давид („мил, възлюбен“) е библейски цар на Израил и Юдея, приемник на Саул, баща и предшественик на цар Соломон. Много талантлив поет, пророк и цар, Давид е автор на 78 псалома, той е пророк от юдаизма и християнството. Неговата история започва в Първа книга Царства (16 гл.) и завършва в Трета книга Царства (2 гл.), като голяма част от нея е предадена и в I Лет. 2 – 29 гл.

## Библейски разказ
Според Библията, по времето, когато действащият цар Саул се компрометирал в очите на своите съвременници и поданици, ползващият се с огромен авторитет последен израилски съдия Самуил, е натоварен да избере нов цар. Чрез пророческо откровение, неговият избор се спрял именно на Давид, тогава все още юноша. Оттам нататък, спирайки се на ранните години на Давид, библейският разказ говори предимно за конфронтация между Саул и Давид, предизвикана от първия.

### Ранни години
Тук трябва да се има предвид, че дълго време Давид има хризмата (помазването) като юдейски цар, но едва след смъртта на Саул, към която е непричастен, той заема неговия престол.

#### Давид и Голиат
Библейската история разказва за поредната битка между израилтяни и филистимци и отделя такова значение, че може да бъде сметната за решаваща. В редиците на филистимците бил Голиат – гигант, смятан за непобедим в битка. Израилските войски, предвождани от Саул, се уплашили да влязат в пряк сблъсък. Нещо повече, на предложението изходът от стълкновението да се реши чрез пряк двубой между Голиат и избран от израилтяните човек, от последните никой не се отзовал. Тогава се явил Давид – все още много млад, приел да се изправи срещу гиганта и го победил, като му нанесъл смъртоносен удар с прашка в лицето. Тази битка олицетворява вярата в Бог – когато видимо силите са на страната на силния: една прашка в ръцете на млад овчар срещу гигант в доспехи и броня! Тази история остава завинаги в аналите като емблема на вярата!

#### Давид в двора на Саул
Впечатлен от победата на Давид и респектиран от неговата слава на герой, Саул дава на Давид за съпруга дъщеря си Мелхола. В този момент Давид става и част от двора на юдейския цар. При все това Саул не пропуска случай да се разправи с конкурента си за престола. Освен всичко Давид имал славата на прекрасен поет и музикант (свирел на арфа). Веднъж, докато Давид свирел и пеел, Саул изпратил срещу него копието си и само ловката реакция на Давид го спасила от гибел. Самата ръка на Мелхола Давид не получава лесно – той трябва да извърши редица сложни подвизи, сред които това да донесе като дар на Саул 300 (400 – според различните преводи) филистимски краеобрязъци (т.е. кожата, която остава след обрязването на мъжкия полов член – обред, който е сакрален за юдаизма, но по това време е твърде чужд и неприемлив за филистимците). На Саул не се нрави и близкото приятелство между сина му Йонатан и Давид.

### Цар Давид
След смъртта на Саул (самоубил се по време на битка), Давид застава начело на общото израилско и юдейско царство. Успява да укрепи държавата си, дава началото на мащабно строителство – градове, канализация, водопроводи, крепости – особено в столицата си Йерусалим. По времето на Давид Израилското царство придобива авторитет у съседите си и става важен политически фактор за района на „плодородния полумесец“. Води успешни войни със съседните си държави.
Въпреки обичта на народа и поданиците си, Давид не е безгрешен – неговия живот е белязан от няколко грешки, чиито последствия той приема смирено и мъдро. Например, при обсадата на Рава, той изпраща своя военачалник Урия на сигурна смърт, за да може да се ожени за неговата съпруга Вирсавия, в която се влюбва случайно. Бива обвинен от пророк Натан в нарушаване на три божи заповеди, за което се покайва и написва знаменития покаен 50-ти псалом „Помилуй ме, Боже по голямата Си милост...“. Веднага възниква разцепление на 12-те племена. Десет се обявяват срещу Давид, само две остават на негова страна – неговото племе и това на съпругата му. На десетте се дава възможността да се изселят от Израел, за да се избегне гражданската война.

## Давид и Библията
Традицията приписва на цар Давид авторството на повечето от псалмите, включени в Библията. Това авторство е твърде вероятно с оглед на славата, която Давид има като поет и изпълнител на арфа – слава, документирана и извън юдейското и произхождащите от него предания. Сред по-известните псалми са №22 („Боже мой, Боже мой, защо си ме оставил“ – думите, които Иисус Христос произнася на кръста) и №50 – т. нар. „покаен“ псалом, в който Давид се разкайва за постъпката си спрямо Урия и Вирсавия (вижте по-горе). Важно значение, особено като интерпретация в изобразителното изкуство, имат последните три, т. нар. „хвалитни“ псалми (148 – 150), разработени и в българската иконография – например при фреските от третия етаж на „Хрельовата кула“ в Рилския манастир и на северната външна стена на манастира в Арбанаси.

## Пророчествата за идването на Месия
Древната юдейска традиция очаква своя Месия като цар, потомък на Давид. Съобразно с тази основа, християнството акцентира върху родословната и смисловата връзка между този цар и Иисус от Назарет. Въпреки буквалните различия помежду си, родословията на Иисус, представени в евангелията по Матей и Лука, неизменно сочат историческия Христос за пряк потомък на Давид (Мат. 1:1, сравнете с Лук. 3:23). В християнската литургика се използват епитети за Христос като „семе Давидово“ и „клонка Давидова“, които допълнително потвърждават разбирането за Давид в рамките на християнството. По женска линия е това му прозвище Давидова клонка, но това не е доказано научно.

## Изобразително изкуство
Библейският цар е чест обект на разработка от изобразителното изкуство и в западната, и в източната традиция. Извън буквалните изобразявания на една или друга сцена, извън портретните творби, интересен е сюжетът „Дърво Йесеево“ (Йесей е бащата на Давид). Това изображение представлява стилизирано родословно дърво, където редом с Давид и старозаветните пророци са изобразени антични мислители като Платон, Аристотел, Гален и т.н. В България това изображение се среща в стенописите на Бачковския манастир и църквата „Рождество Христово“ в Арбанаси.